# Annie Funk

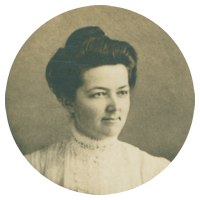
Annie Funk (undatiert).

Annie Clemmer Funk (* 12. April 1874 in Bally, Pennsylvania, USA; † 15. April 1912 im Nordatlantik beim Untergang der Titanic) war eine US-amerikanische Missionarin.

## Leben
Annie Funk war die Tochter von James Bechtel Funk (1845–1929), dem wohlhabenden Besitzer einer Getreidemühle und Diakon der Mennonitengemeinde von Bally, und dessen Ehefrau Susanna „Susan“ Funk, geb. Clemmer (1845–1913). Ihre Vorfahren waren Emigranten aus Deutschland, die sich Ende des 18. Jahrhunderts in Bally ansiedelten. Annie war das jüngste von sechs Kindern.
Nach dem Besuch der Schule in West Chester, Pennsylvania absolvierte Funk eine mennonitische Schule in Northfield (Massachusetts). Nach ihrem Abschluss begann Funk in den Ghettos von Chattanooga (Tennessee) und Paterson (New Jersey) zu arbeiten, träumte jedoch stets davon, als Missionarin tätig zu sein.
Dies wurde im Dezember 1906 Realität, als sie als erste weibliche mennonitische Missionarin nach Indien entsandt wurde. In den kommenden Jahren arbeitete sie in Janjgir-Champa, wo sie im Juli 1907 eine Schule für 17 Mädchen eröffnete, die sie auch unterrichtete. Auch lernte sie Hindi.
Ein Telegramm, das sie Ende März 1912 erhielt und in dem stand, dass ihre Mutter schwer erkrankt sei, veranlasste Funk, die Heimreise nach Bally anzutreten. Mit dem Zug fuhr sie bis nach Bombay, buchte die Persia und erreichte auf ihr Marseille in Frankreich. Mit Zug und Schiff erreichte sie Liverpool. Ursprünglich sollte sie an Bord der Haverford der American Line als Passagierin der Ersten Klasse nach Amerika reisen, war jedoch auf Grund des Kohlestreiks gezwungen, auf die Titanic umzubuchen. Dort reiste Funk mit der Ticket-Nr. 237671 als Passagierin der Zweiten Klasse. Auf der Titanic feierte sie ihren 38. Geburtstag.
Ihr Schicksal in der Nacht des Untergangs ist unklar, da sich kein überlebender Augenzeuge an sie erinnerte. Einer Quelle zufolge wurde sie von ihrem Steward geweckt und gelangte auf das Bootsdeck. Sie war gerade dabei, ein Rettungsboot zu besteigen, als eine Mutter mit ihren Kindern angelaufen kam und „meine Kinder, meine Kinder“ rief. Annie Funk soll zur Seite getreten sein und dieser Frau den letzten freien Platz im Boot überlassen haben. Dies wurde jedoch nie von anderen Seiten bestätigt. Es ist auch unwahrscheinlich, da es keinen Grund gab, seinen Platz aufzugeben, da von den 20 Rettungsbooten der Titanic nur zwei voll waren (Nr. 13 und Nr. 15).
Funk war eine von zwölf Frauen aus der Zweiten Klasse, die nicht überlebten. Ihr Leichnam, wenn geborgen, wurde nie identifiziert.

## Würdigung
Im Gedenken an sie wurde die Schule in Indien, die sie gegründet hatte, in Annie Funk Memorial School umbenannt. Die an der Schule angebrachte Gedenktafel würdigt Annie C. Funks Lebenswerk mit folgenden Worten: “She was coming home on her first furlough, when death overtook her in the wreck of the steamship Titanic off the coast of Newfoundland. Her life was one of service in the spirit of the master - not to be ministered unto but to minister”.